# ناحیه هواری بومدین
ناحیه هواری بومدین (به عربی: دائرة هواری بومدین) یک ناحیه در الجزایر است که در استان قالمه واقع شده‌است. ناحیه هواری بومدین ۱۸٬۱۴۶ نفر جمعیت دارد.